# Hendrik Cock

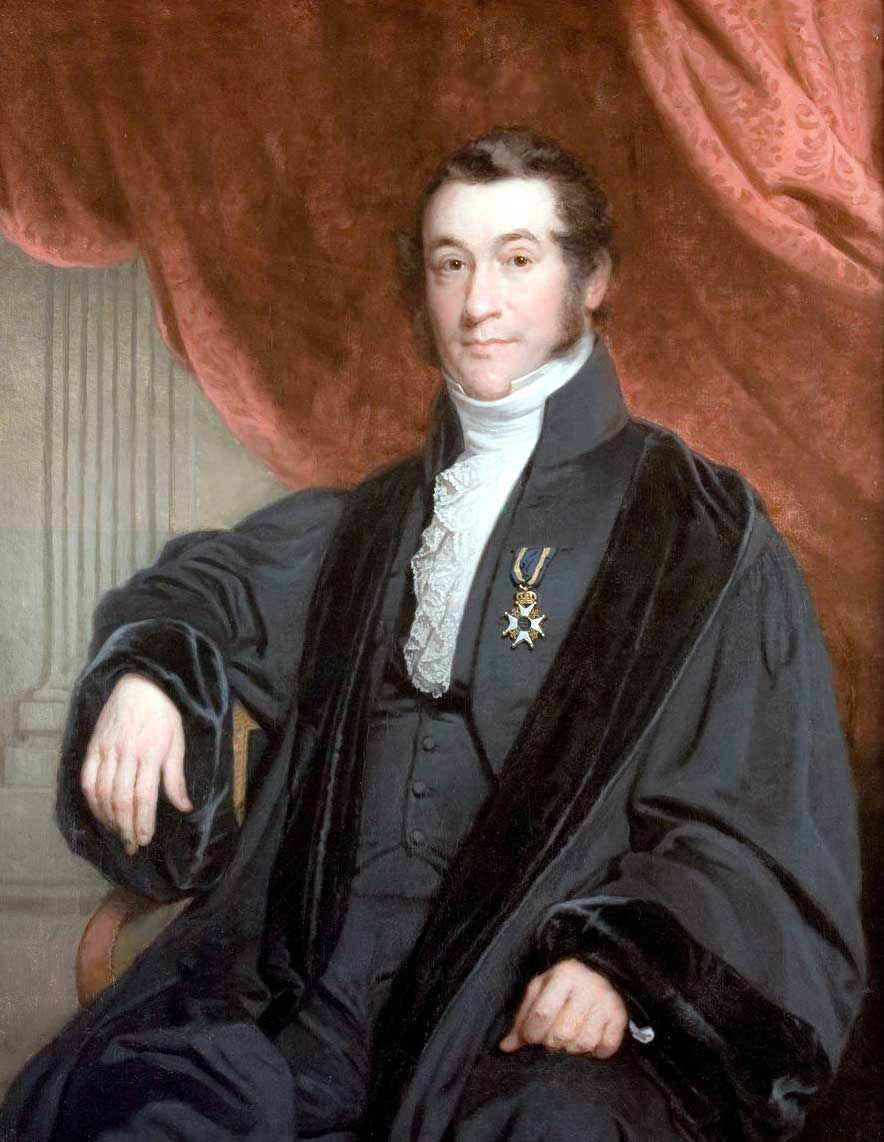
Hendrik Cock

Hendrik Cock auch: Henricus Cock, Heinrich Coccejus (* 16. Juni 1794 in Almelo; † 20. Oktober 1866 in Leiden) war ein niederländischer Rechtsgelehrter und Politiker.

## Leben
Der Sohn von Conrad Cock und Bartha Lamberts, stammt aus einem Geschlecht, welches den Namen Coccejus führte und aus Bremen stammte. Nach seiner Geburt zogen seine Eltern 1802/3 nach Deventer, wo er die Lateinschule und am 4. Oktober 1810 die Illustre Schule besuchte. Danach zog er an die Universität Utrecht, wo er sich am 6. Januar 1816 immatrikulierte. Hier waren vor allem Hermann Arntzenius und Cornelis Willem de Rhoer seine prägenden Lehrer. Von letzterem angespornt beteiligte er sich an drei akademischen Preisfragen. Die erste publizierte er 1818 in Utrecht und behandelte die Rechtsgeschichte und Institute unter dem Titel Dissertatio de Alea (Utrecht 1819). Im selben Jahr folgte in Groningen eine Abhandlung über verschiedene Staatsrechtstheorien unter dem Titel Commentatio de fine poenis proposito, cum ex rei veritate, tum ex doctrina J Ctorum Romanorum (Groningen 1818) und 1821 in Leiden eine Abhandlung Commentatio de Judiciis juratorum, waarin het pro en contra der jury-rechtspraak. Danach promovierte er unter Janus Richardus de Brueys (1778–1848) am 28. Mai 1821 mit der Arbeit de argumento ab analogia ejusque a legis interpretatione differentia (Deventer 1821) zum Doktor der Rechte.
Eigentlich hatte er vor, als Advokat in Deventer seinen Lebensunterhalt zu sichern. Jedoch wurde er am 21. Juni 1821 zum Professor der Rechte an der Illustren Schule in Deventer berufen, welche Aufgabe er am 13. Juni 1822 mit der Rede Oratio de philosophico Jurisprudentiae studio ad fructus utilissimo et ad voluptatem suavissimo antrat. Am 26. September 1825 wurde er per königlichen Beschluss zum Professor der Rechte an die Universität Leiden berufen, wobei er die Fachrichtung für öffentliches Recht, Natur-, Völker- und Strafrecht unterrichten sollte. Diese Aufgabe trat er am 8. Februar 1826 mit der Rede Oratio de Juris Publici Universalis studio ad Civitatis pacem otiumque fructuosissimo an. Er beteiligte sich auch an den organisatorischen Aufgaben der Hochschule und war 1835/36 Rektor der Alma Mater. Diese Aufgabe legte er mit der Rede de Jure gentium Europaeo, temporum nostrorum conversionibus vehementer labefactato nieder. Wilhelm I übertrug ihm die staatsrechtliche Unterweisung von Prinz Alexander auf. Für seine Unterrichtung verfasste er das handboek voor H.K.H. Willem Alex. Paul Fred. Lod., Erfprins van Oranje, en Willem Alex. Fred. Const. Nic. Michaël, Prins der Nederlanden (1837).
1835 bis 1865 war er Mitglied des Rats von Leiden, 1846 wurde er Mitglied der provinziellen Staaten von Süd-Holland und 1848 wurde er Mitglied der Zweiten Kammer der Generalstaaten. Am 17. Juni 1864 verzichtete er per königlichen Beschluss auf seine Professur und wurde emeritiert. Von ihm sind einige Abhandlungen in den Journalen und Fachzeitschriften seiner Zeit bekannt. Er wurde geehrt 1858 mit dem Orden der Eichenkrone als Großoffizier und am 28. Mai 1837 Ritter des Orden vom Niederländischen Löwen. Zudem war er Mitglied verschiedener Gelehrtengesellschaften geworden. So ist hier seine am 14. April 1826 erfolgte Mitgliedschaft der niederländischen Literatur in Leiden (niederländisch: Maatschappij der Nederlandsche Letterkunde), seine 1826 erfolgte Mitgliedschaft in der provinziellen Utrechtschen Gesellschaft der Künste und Wissenschaften (niederländisch: Provinciaal Utrechtsch Genootschap van Kunsten en Wetenschappen) und seine 1827 erfolgte Mitgliedschaft in der holländischen Gesellschaft der freien Künste und Wissenschaften in Leiden (niederländisch: Hollandsche Maatschappij van Fraaije Kunsten en Wetenschappen) zu nennen.

## Familie
Cock hatte sich am 8. Juli 1823 in Nordhorn sich mit Aleida Maria Engelberts (* 11. März 1799 in Nordhorn; † 13. Februar 1841 in Leiden), der Tochter des Hindricus Engelberts und der Johanna Hendrica Krull, verheiratet. Aus der Ehe stammen zwei Söhne und vier Töchter. Der Sohn Conrad Cock (* 10. November 1827 in Leiden; † 9. Mai 1908 ebd.) wurde Gemeinderatsmitglied in Leiden. Der zweite Sohn Henricus Cock (* Leiden) starb am 17. April 1856 in Leiden im Alter von 26 Jahren. Von den Töchtern kennt man Christina Agnes Cock († 25. Oktober 1891 in Oegstgeest), Bertha Judith Helena Cock († 20. Juli 1895 in Leiden, 71 Jahre alt) und Anna Maria Gesina Cock († 23. Februar 1901 in Leiden, 67 Jahre alt).